# Bellator 199
Bellator 199: Bader vs. King Mo è stato un evento di arti marziali miste tenuto dalla Bellator MMA il 12 maggio 2018 al SAP Center di San Jose negli Stati Uniti.

## Risultati
|                   | Divisione            |                   |           |                   | Metodo                                  | Round     | Tempo     | Premio    |
| Main Card         | Main Card            | Main Card         | Main Card | Main Card         | Main Card                               | Main Card | Main Card | Main Card |
| ----------------- | -------------------- | ----------------- | --------- | ----------------- | --------------------------------------- | --------- | --------- | --------- |
|                   | Pesi massimi         | Ryan Bader        | batte     | Muhammed Lawal    | KO tecnico (pugni)                      | 1         | 0:15      | [ 1 ]     |
|                   | Pesi welter          | Jon Fitch         | batte     | Paul Daley        | Decisione unanime (29–27, 29–26, 29–26) | 3         | 5:00      |           |
|                   | Pesi piuma           | Aaron Pico        | batte     | Lee Morrison      | KO tecnico (pugni)                      | 1         | 1:10      |           |
|                   | Pesi massimi         | Cheick Kongo      | batte     | Javy Ayala        | KO (pugni)                              | 1         | 2:29      |           |
|                   | Pesi leggeri         | Adam Piccolotti   | batte     | Carrington Banks  | Sottomissione (rear-naked choke)        | 3         | 4:41      |           |
| Preliminary Card  |                      |                   |           |                   |                                         |           |           |           |
|                   | Pesi medi            | Jordan Williams   | batte     | Brandon Hester    | KO tecnico (pugni)                      | 2         | 1:11      |           |
|                   | Pesi piuma femminili | Amber Leibrock    | batte     | Janay Harding     | Decisione unanime (30–27, 30–26, 30–26) | 3         | 5:00      |           |
|                   | Pesi welter          | James Terry       | batte     | Danasabe Mohammed | Decisione unanime (30–26, 30–26, 30–26) | 3         | 5:00      |           |
|                   | Pesi piuma           | Gaston Bolanos    | batte     | Malcolm Hill      | KO tecnico (calci alle gambe)           | 1         | 2:54      |           |
|                   | Pesi gallo           | Justin Tenedora   | batte     | David Rivera-Cruz | Sottomissione (triangle choke)          | 1         | 4:27      |           |
|                   | Pesi medi            | Deron Winn        | batte     | Ahmed White       | KO (pugno)                              | 1         | 2:32      |           |
| Postliminary Card |                      |                   |           |                   |                                         |           |           |           |
|                   | Pesi leggeri         | Hyder Amil        | batte     | Elias Anderson    | KO tecnico (stop medico)                | 2         | 3:01      |           |
|                   | Pesi piuma           | Ignacio Ortiz     | batte     | Matt Aragoni      | KO (pugni)                              | 3         | 2:57      |           |
|                   | Pesi mosca           | Mark Climaco      | batte     | Daniel Oseguera   | KO tecnico (pugni)                      | 1         | 2:21      |           |
|                   | Pesi leggeri         | J.J. Okanovich    | batte     | Hugo Lujan        | Decisione unanime                       | 3         | 5:00      |           |
|                   | Pesi welter          | Thomas Oswald     | batte     | Dominic Sumner    | KO tecnico (pugni)                      | 2         | 2:48      |           |
|                   | Pesi gallo           | Hohelin Hernandez | batte     | Josh San Diego    | Decisione unanime                       | 3         | 5:00      |           |
|                   | Pesi mosca           | Josh Paiva        | batte     | Adam Antolin      | KO (calcio alla testa e pugni)          | 1         | 0:32      |           |
|                   | Pesi gallo           | Cass Bell         | batte     | Khai Wu           | Sottomissione (pugni)                   | 2         | 3:27      |           |